# Megaselia introlapsa
Megaselia introlapsa är en tvåvingeart som beskrevs av Schmitz 1937. Megaselia introlapsa ingår i släktet Megaselia och familjen puckelflugor. Inga underarter finns listade i Catalogue of Life.